# Philmont
Philmont è un villaggio degli Stati Uniti d'America, situato nello stato di New York, nella contea di Columbia.